# Нобл, Рег
Реджинальд Эдвард Нобл (англ. Edward Reginald Noble; 23 июня 1895, Коллингвуд, Онтарио — 19 января 1962) — бывший канадский хоккеист.
Играл на позиции центрального и левого нападающего. Провел в Национальной хоккейной лиге 16 сезонов выступая за команды «Торонто Аренас» (1917—1919), «Торонто Сент-Патрикс»(1919—1925), «Монреаль Марунз» (1924—1927, 1932—1933), «Детройт Кугарс» (1927—1930), «Детройт Фалконс» (1930—1932), «Детройт Ред Уингз» (1932—1933).
В НХЛ провел 510 матчей, забил 168 шайб, сделал 106 результативных передач, набрал в сумме 274 очка, заработал 916 минут штрафного времени.
В розыгрыше Кубка Стэнли провел 18 матчей, забил 2 шайбы, сделал 2 результативные передачи, набрал в сумме 4 очка, заработал 33 минуты штрафного времени.
В 1927—1930 годах был капитаном команды «Детройт Кугарс».
Нобл принят в Зал хоккейной славы в 1962 году.
Контракты и переходы: 5 декабря 1917 года подписан клубом «Торонто Аренас» как бесплатный агент. 9 декабря 1924 года трейд из «Торонто Сент-Патрикс» в «Монреаль Марунз» за 8000 долларов. 4 октября 1927 года трейд из «Монреаль Марунз» в «Детройт Кугарс» за 7500 долларов. 9 декабря 1932 года обмен из «Детройт Ред Уингз» в «Монреаль Марунз» на Джона Галлахера.

## Достижения
Обладатель Кубка Стэнли 1918, 1922, 1926